# Max Abegglen
Max "Xam" Abegglen (11 d'abril, 1902 - 25 d'agost, 1970) fou un futbolista suís.
Representà la selecció nacional suïssa havent estat màxim golejador d'aquesta (en marcar 34 gols en 68 partits), juntament amb Kubilay Turkyilmaz (34 gols en 62 partits), fins que el 30 de maig de 2008 Alexander Frei marcà el seu gol número 35 amb la selecció.
Fou membre de la selecció suïssa que guanyà la medalla d'argent al torneig de futbol dels Jocs Olímpics d'Estiu de 1924.

## Trajectòria esportiva
- 1918-1919 : FC Cantonal Neuchâtel
- 1919-1923 : Lausanne-Sports
- 1918-1919 : Grasshopper-Club Zürich